# Wasserkalb
Das Wasserkalb (Gordius aquaticus) ist eine Saitenwurm-Art aus der Familie der Gordiidae in der Klasse der Pferdehaarwürmer (Gordioida), die als Kosmopolit im Süßwasser lebt und Insekten parasitiert. Es wird auch „Brunnendrahtwurm“ genannt, doch ist dies auch eine Bezeichnung für den äußerlich sehr ähnlichen, phylogenetisch aber in keiner Weise nahe stehenden wie auch anatomisch und von der Lebensweise her völlig andersartigen Brunnengräberwurm.

## Merkmale
Das milchig-weiße bis braune, mit gelblich-weißen runden Flecken gesprenkelte Wasserkalb ist mit nur etwa 0,5 bis 1 mm Dicke und einer erheblichen Länge von 28 bis 89 cm auffällig dünn und lang, was ihm eine fadenförmige (filiforme oder nematomorphe) Gestalt verleiht. Die Körperoberfläche ist glatt und weist durch leicht erhabene Linien ein Rautenmuster auf. Das Vorderende des Saitenwurms ist abgerundet und deutlich verdickt. Das Hinterende ist beim Männchen des getrenntgeschlechtlichen Wasserkalbs zweilappig und unterseits zurückgebogen, wobei die beiden Lappen deutlich ausgehöhlt und reichlich mit Papillen bedeckt sind. Unterhalb der Kloake des Männchens weist die Epidermis eine halbmondförmige Falte auf. Beim Weibchen ist das Hinterende senkrecht zur Körperachse abgeschnitten. Die Kloake des Weibchens liegt zentral und ist von einem rötlich-braunen Kreis umgeben.
Die äußere Ähnlichkeit des Wasserkalbs oder anderer Saitenwürmer mit Brunnenwürmern wie dem Brunnengräberwurm hat immer wieder dazu geführt, dass diese von ihrer Organisation und Lebensweise völlig verschiedenen Tiere miteinander verwechselt wurden. Erkennbar ist ein Saitenwurm unter der Lupe an seinen fehlenden Borsten und Ringeln, während es stattdessen ein Rautenmuster gibt.
Wie alle Saitenwürmer hat das Wasserkalb in allen Lebensstadien keinen Mund, dafür aber einen rudimentären Darm, dessen Funktion noch nicht geklärt ist. Die Nahrungsaufnahme erfolgt nur über die Haut während der parasitären Phase, während das Adulttier nichts mehr frisst.

## Verbreitung und Lebensraum
Das Wasserkalb ist weltweit verbreitet und gilt als Kosmopolit, wird aber auf Grund seiner endoparasitischen Lebensweise nur als Adulttier angetroffen. Es befällt verschiedenste große Insekten wie Heuschrecken, Wasserkäfer und Libellenlarven.

## Frühe Beschreibung

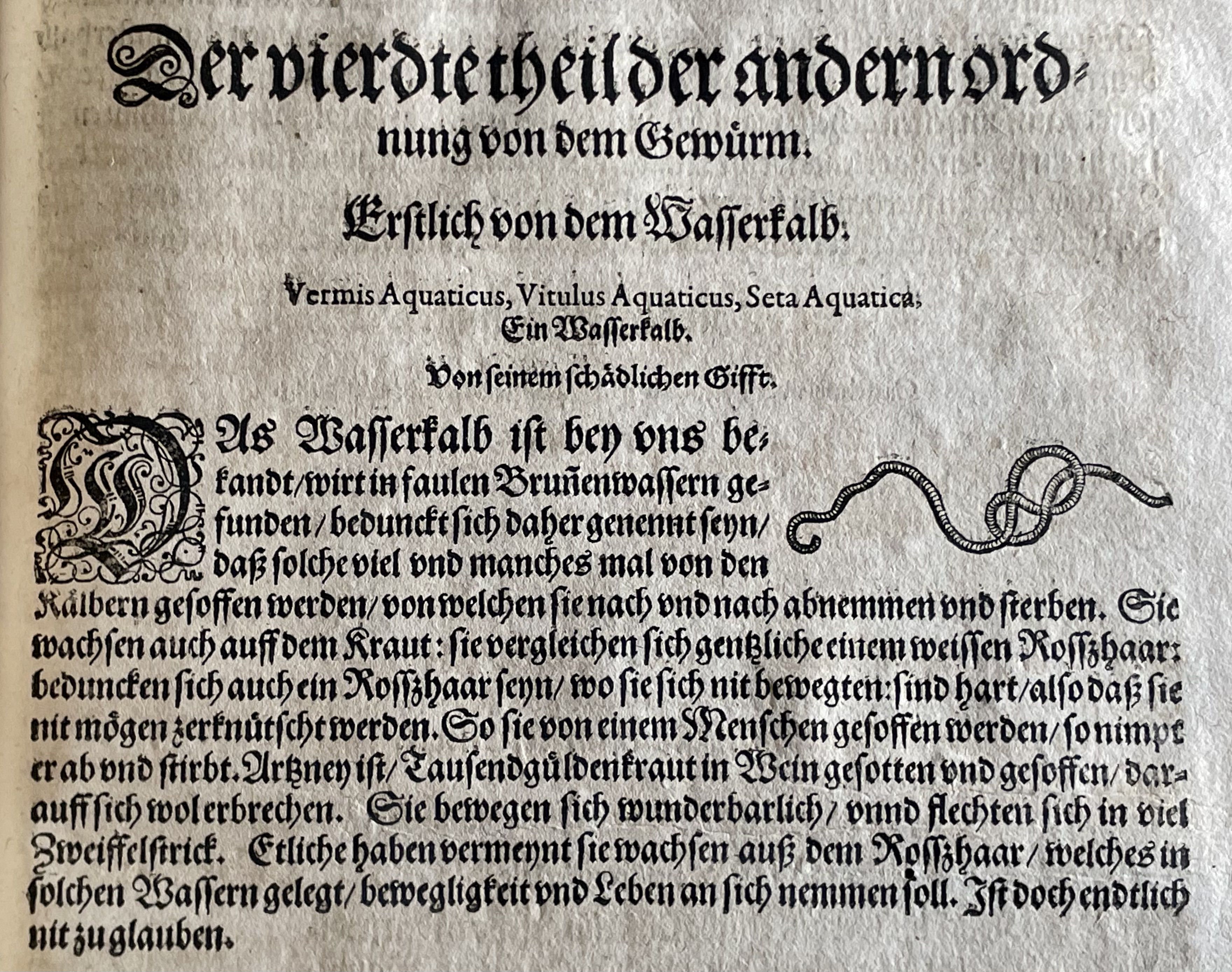
Gordius aquaticus in Gesners Fischbuch (1598, Frankfurt am Main)

Eine frühe Beschreibung aus dem Jahr 1598 spricht vom Wasserkalb als Vermis Aquaticus, Vitulus Aquaticus oder Seta Aquatica:

„Als Wasserkalb ist [er] bei uns bekannt, wird in faulen Brunnenwassern gefunden (...) dass solche viel und manches mal von den Kälbern gesoffen werden, von welchen [den Würmern] sie nach und nach abnehmen und sterben. Sie wachsen auch auf dem Kraut: Sie vergleichen sich gänzlich mit einem weißen Rosshaar (...) So sie von einem Menschen genossen werden, so nimmt er ab und stirbt. Arznei ist Tausendgüldenkraut in Wein gesotten und gesoffen (...) Sie bewegen sich wunderbarlich (...) Etliche haben vermeint, sie wachsen aus dem Rosshaar, welches in solche Wasser gelegt Beweglichkeit und Leben an sich nehmen soll.“

Brehm berichtet über die früher falsche Zusammenfassung der Tierarten:

„Schon seit Jahrhunderten wird derjenige Saitenwurm, welcher seit Linné den Namen Gordius aquaticus führt, in den naturgeschichtlichen Schriften erwähnt. Der wahrscheinlich sehr alte, im Volke entstandene Name »Wasserkalb« ist seit 1550 durch Geßner aufbewahrt. Die auffälligen Verschlingungen und Verknotungen, welche die Thiere auf dem Grunde der Gewässer einzeln oder zu mehreren bilden, ließen sie mit einem Gordischen Knoten vergleichen, und zum Gordischen Knoten gestaltete sich dem Pastor Göze in Quedlinburg, dem Verfasser der ausgezeichneten Naturgeschichte der Eingeweidewürmer, die von uns jetzt Mermis genannte Gattung, deren dunkle, mit Einwanderungen in Insekten verknüpfte Lebensgeschichte ihm unlösbar schien.
Wir unterscheiden unter den Saitenwürmern zwei Gattungen. Von der einen, Gordius, kommen bei uns mehrere Arten vor, welche früher nicht unterschieden und als Gordius aquaticus, Wasserkalb, zusammengefaßt wurden.“

## Entwicklungszyklus
Wasserkälber sind getrenntgeschlechtlich und umwickeln sich bei der Paarung am Grunde eines Gewässers in einer Weise, dass sie ein Knäuel bilden. Hierauf geht auch der Gattungsname Gordius mit Bezug auf den Gordischen Knoten zurück. Ein Weibchen kann bis zu 4 Millionen Eier produzieren. Die weißen, sehr dotterreichen, etwa 40 bis 50 µm großen Eier werden in langen Ketten abgelegt. Das Weibchen windet sich um die Eier, bietet ihnen so Schutz und stirbt danach. Nach etwa 4 Wochen schlüpfen aus den Eiern kleine Larven mit einem Rüssel, an dem drei Hakenkränze und an der Spitze drei Stilette sitzen. Mithilfe dieser durchdringen sie die Eimembran und gelangen ins freie Wasser, bohren sich so aber danach unter Einwirkung von Proteasen durch die Haut wasserlebender Insekten oder Insektenlarven. Hierzu stülpt die Saitenwurmlarve ihren Rüssel 10 bis 14 Mal pro Minute aus und wieder ein. Sodann lebt die Wurmlarve in der Leibeshöhle, dem Mixocoel des Insekts, und nimmt über ihre Körperoberfläche Nährstoffe aus dem parasitierten Insekt auf. So wächst sie zu einem adulten Saitenwurm heran, wobei sie ihren Rüssel verliert. In manchen Wirten mit ungünstigen Lebensbedingungen, so etwa in Köcherfliegenlarven, kapselt sich die Larve ein und erwacht zu neuem Leben, wenn der Wirt von einem räuberischen Insekt wie beispielsweise einem Laufkäfer gefressen wurde, um dann hier weiter zu wachsen. In manchen Fällen kapseln sich die Gordius-Larven an Grashalmen ein, um von Heuschrecken oder anderen pflanzenfressenden Insekten gefressen zu werden. Auf diese Weise gelangen viele Larven des Wasserkalbs in Landinsekten und wachsen hier heran. Schließlich kann der inzwischen sehr lange Saitenwurm einen Großteil des Körpers des Insekts ausfüllen. Ist der Saitenwurm ausgewachsen, bohrt er ein Loch in die Intersegmentalhaut beziehungsweise Gelenkhaut des Insekts oder auch dessen After und verlässt den Wirt, um im Wasser zu leben. Handelt es sich bei dem Wirt um ein Landinsekt, vermag der Parasit dieses so zu beeinflussen, dass es das Wasser aufsucht. Der Wirt stirbt in vielen Fällen, nachdem ihn der Saitenwurm verlassen hat, oder er wird durch den Parasiten sterilisiert. Es folgt eine Phase des Wasserkalbs als frei im Wasser lebendes Adulttier, das keine Nahrung mehr aufnimmt und schließlich im Gewässer einen Sexualpartner aufsucht.